# Соль Гён
Соль Гён (кор. 설경, р.8 июня 1990) — дзюдоистка из КНДР, чемпионка мира.
Родилась в 1990 году. В 2010 году завоевала серебряную медаль Азиатских игр. В 2012 году стала бронзовой призёркой чемпионата Азии. В 2013 году стала чемпионкой мира и серебряной призёркой чемпионата Азии. В 2014 году завоевала серебряную медаль Азиатских игр.